# Ludwig von Mussinan
Ludwig Mussinan, seit September 1870 Ritter von Mussinan (* 5. Februar 1826 in Bogen; † 21. Mai 1908 in München) war ein bayerischer Generalleutnant und Ehrenbürger seiner Geburtsstadt.

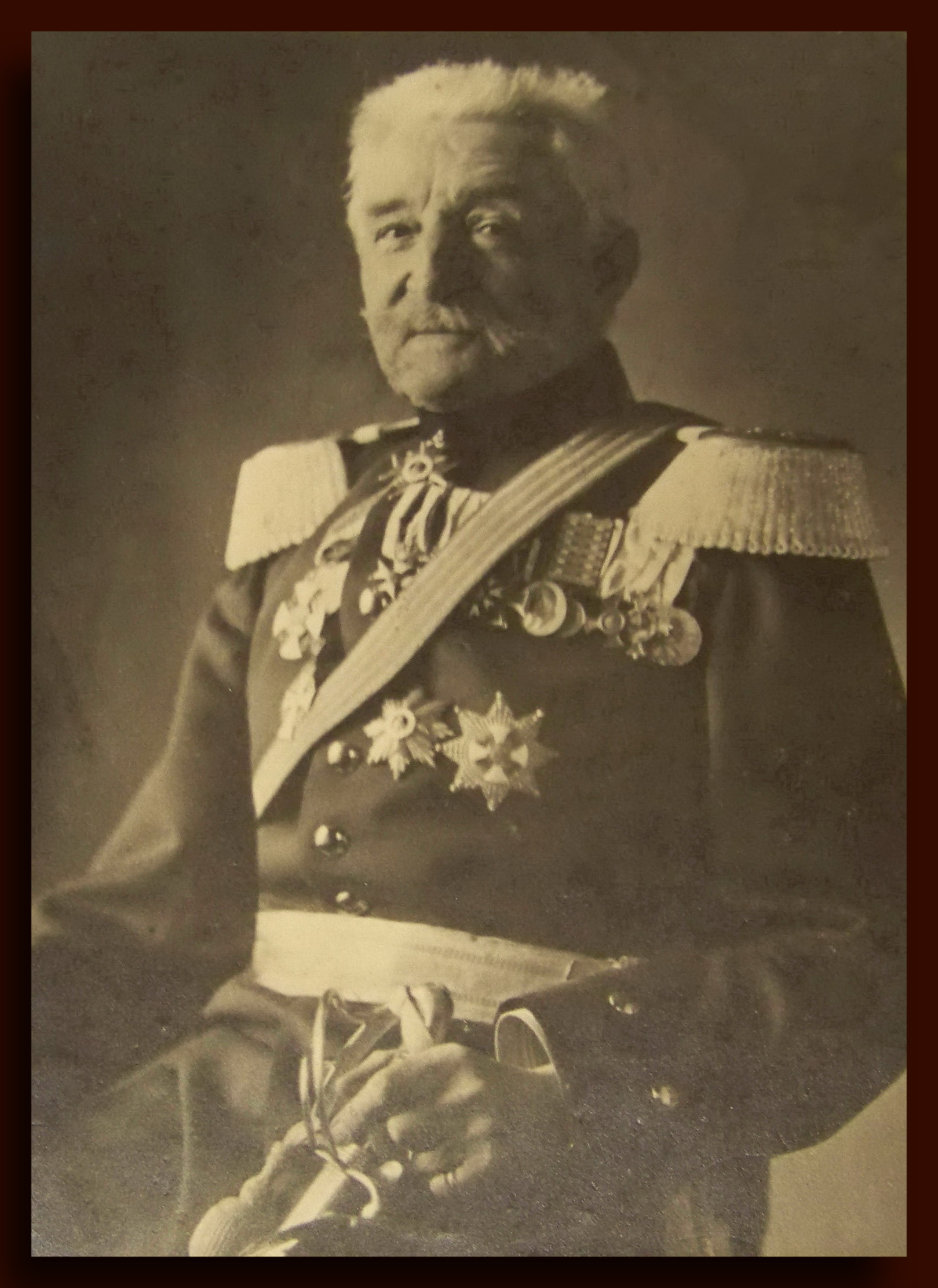
Ludwig Ritter von Mussinan, 1899

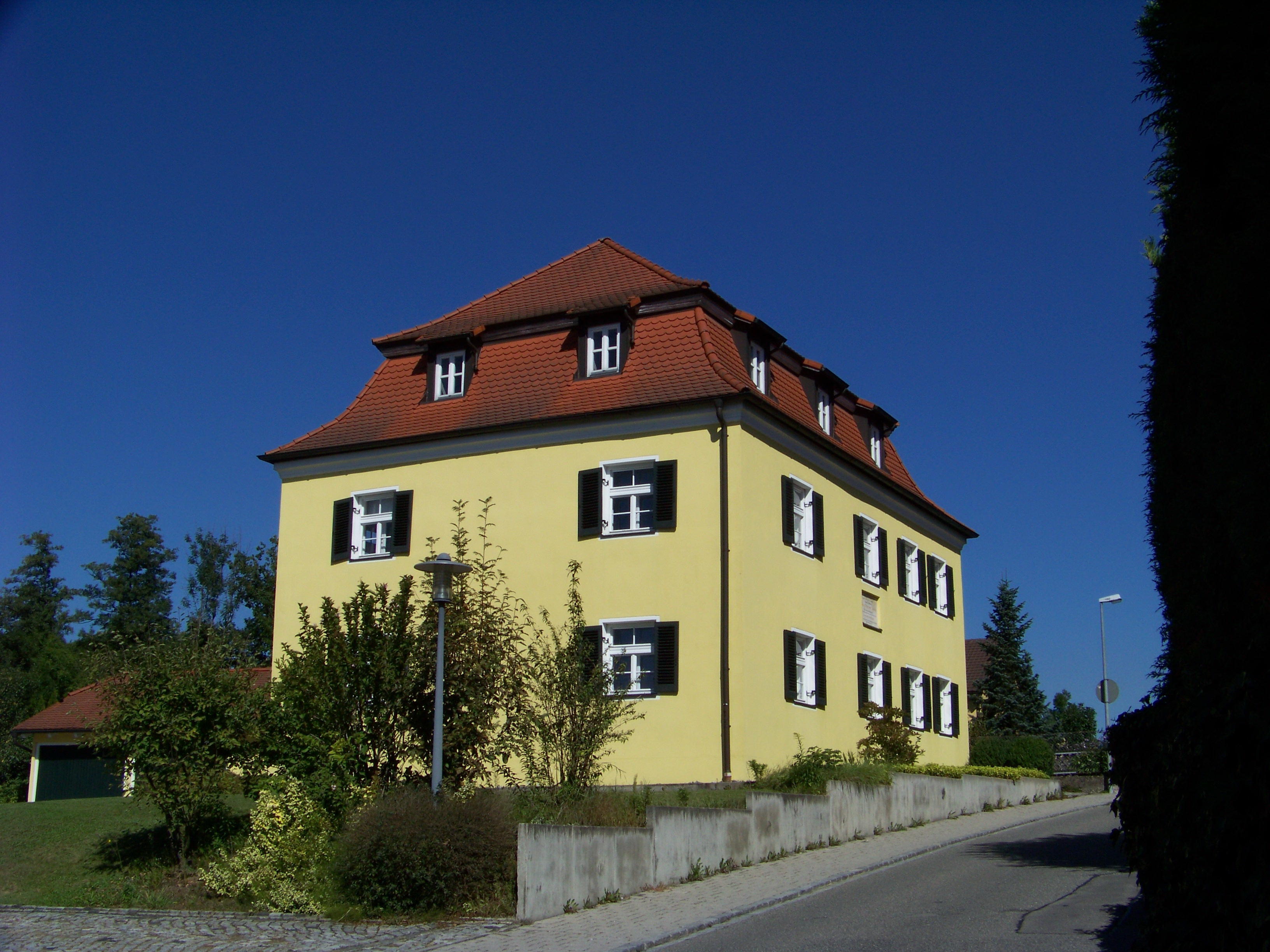
Mussinansstr. 7 in Bogen, auch Mussinanhaus genannt

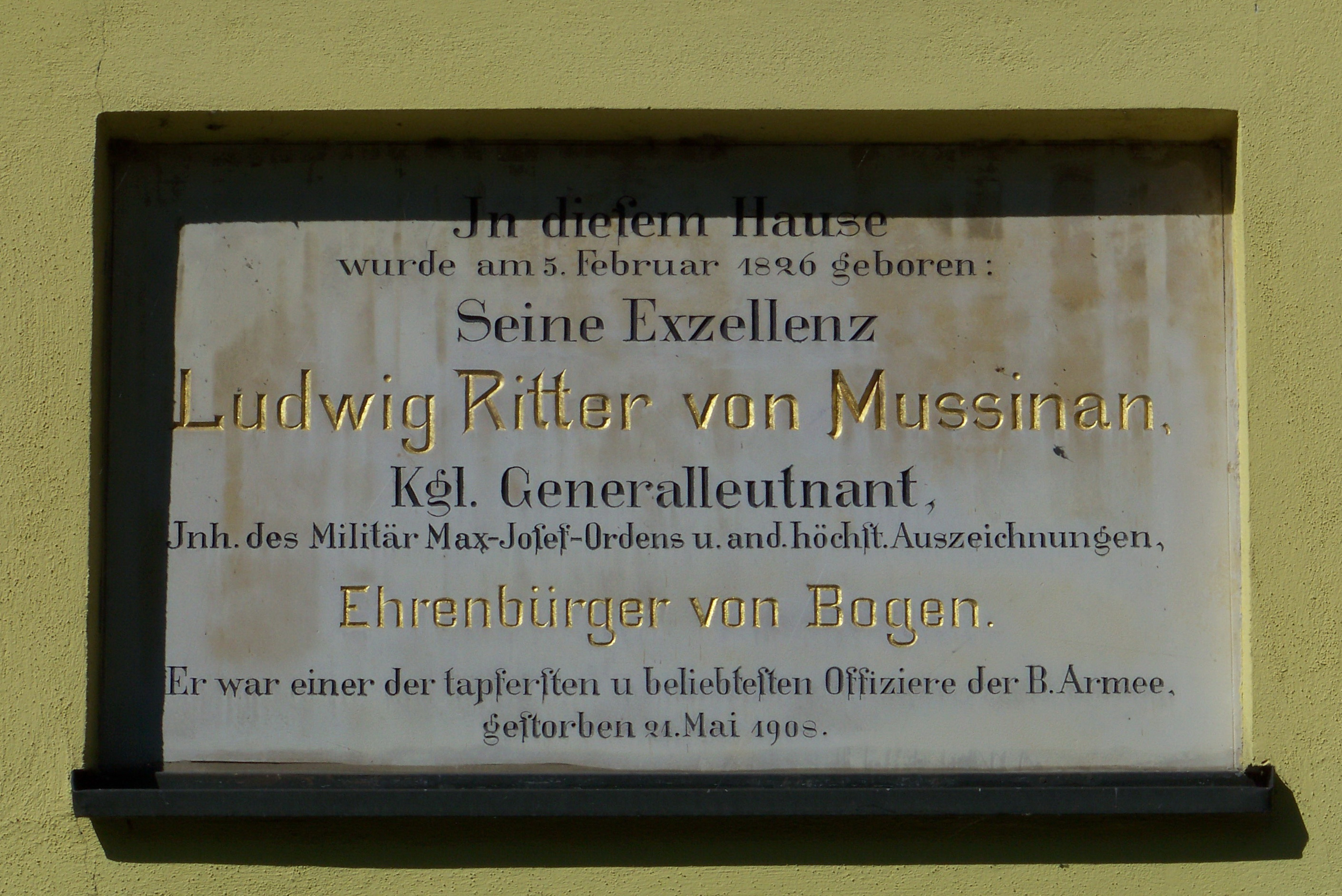
Gedenktafel am Mussinanhaus in Bogen

## Leben
Mit 19 Jahren trat Mussinan 1845 als Freiwilliger in das 1. Feldartillerie-Regiment „Prinzregent Luitpold“ der Bayerischen Armee in München ein. 1848 wurde er zum Junker, 1859 beim 2. Artillerie-Regiment zum Hauptmann und 1868 zum Major befördert. 1862 war er vom 2. Artillerie-Regiment wieder zum 1. Artillerie-Regiment zurückversetzt worden und wurde dort u. a. Kommandeur der 2. Batterie.
Während des Deutsch-Französischen Krieges nahm er; er war Kommandeur der Artillerie-Abteilung beim 2. Artillerie-Regiment; an der Schlacht bei Sedan teil. Für sein tapferes Verhalten wurde er zum Ritter des Militär-Max-Joseph-Orden ernannt. Mit der Verleihung war die Erhebung in den persönlichen, nicht übertragbaren Adelstand verbunden und er durfte sich als bayrischer Untertan nach der Eintragung in die Adelsmatrikel Ritter von Mussinan nennen. 1871 blieb er als Oberstleutnant mit der Artillerie-Abteilung des 1. Artillerie-Regiment als Teil der Okkupationsarmee in Frankreich. Anschließend wechselte er in den Stab des Regiments und war 1873 Kommandeur der 2. Feldartillerie-Abteilung beim 1. Feldartillerie-Regiment.
1857 heiratete Mussinan die Haßfurter Wirtstochter Felicitas Reinhard († 1901). Felicitas schrieb auch den Antrag auf Pensionierung für ihren Mann und gab dabei an, dass Mussinan bei der Schlacht von Sedan unter seinem toten Pferd mit Handverletzungen begraben wurde und seitdem Behinderungen an den Händen hätte. Zu seiner Pensionierung 1888 wurde der „Mussinan-Marsch“ erstmals gespielt.
In München-Pasing und in Neumarkt in der Oberpfalz sind Straßen nach ihm benannt.

## Mussinan-Marsch
Während seiner Zeit als Oberst und Kommandeur des 4. Feldartillerie-Regiments „König“ in Augsburg vom 4. Dezember 1874 bis 1. November 1882 widmete ihm sein Stabstrompeter Carl Carl den „Mussinan-Marsch“. Dieser Marsch wurde zu Karls bekanntester Komposition und ist unter anderem Kommandomarsch des in Bogen in der Graf-Aswin-Kaserne stationierten Sanitätskommandos IV. Daneben war der Marsch Präsentiermarsch des 7. Chevaulegers-Regiment, Traditionsmarsch des Gebirgspanzeraufklärungsbataillons 8 (bis 2007) und des Panzeraufklärungsbataillons 13 (bis 2007) der Bundeswehr. Von November 1882 bis März 1889 war Mussinan Kommandeur der 1. Feldartillerie-Brigade in München. Im Oktober 1888 war er zum Generalleutnant befördert worden.

## Auszeichnungen (Auswahl)
- 1866: Ritterkreuz I. Klasse des Militärverdienstordens[15]
- 1870: Eisernes Kreuz II. Klasse[6][16]
- 1877: Ritter des Verdienstordens der Bayerischen Krone[17]
- Kommandeurkreuz II. Klasse des Königlich Dänischer Danebrog-Orden[18]
- Großoffizierskreuz des Königlich Italienischen Orden der Italienischen Krone[18]